# Quint Eli Petus (cònsol)
Quint Eli Petus (en llatí: Quintus Aelius P. f. Q. n. Paetus) va ser un magistrat romà que feia part de la gens Èlia i era de la família dels Petus. Era probablement fill de Publi Eli Petus i net del pontífex Quint Eli Petus.
L'any 174 aC va ser elegit àugur, ocupant el lloc del seu pare. El 167 aC va ser elegit cònsol, junt amb Marc Juni Pennus, i va obtenir la Gàl·lia Cisalpina com a província mentre el seu col·lega obtenia la regió de Pisa. Cap dels dos cònsols va fer res de notable, fora de devastar el territori dels lígurs, i van retornar a Roma. Els etolis, segons diuen Valeri Màxim i Plini el Vell, li van enviar una ambaixada amb magnífics presents durant el seu consolat, quan van veure que, tenint un magnífic campament, menjava amb els seus soldats entre el fang; Eli Petus es va negar a acceptar-lo.